# Guilberville
 Guilberville  là một xã thuộc tỉnh Manche trong vùng Normandie tây bắc nước Pháp. Xã này nằm ở khu vực có độ cao trung bình 149 mét trên mực nước biển. Dân số năm 2006 là 908 người.